# Isabelle Allgeier
Isabelle Allgeier (* 1966) ist eine deutsche Filmeditorin, die unter anderem für den Südwestrundfunk (SWF) arbeitet.

## Leben und Wirken
Isabelle Allgeier studierte von 1991 bis 1996 an der Filmakademie Baden-Württemberg. Nach ihrer Ausbildung zur Fotografin absolvierte sie ab 1989 eine Ausbildung zur Cutter-Assistentin beim Südwestrundfunk, bei dem sie bis 1995 in dieser Funktion in den Bereichen Aktualität, Magazin, Feature und Dokumentarfilm tätig war. Ab 1995 fungierte sie als freie Cutterin. Sie ist für den Schnitt einiger Tatort-Folgen verantwortlich, montiert aber auch Dokumentarfilme. Für die 101. Folge der Dokumentationsreihe Schätze der Welt – Erbe der Menschheit mit dem Titel Das Bauhaus erhielt sie 1998 den Deutschen Kamerapreis in der Kategorie „Schnitt lang“ (nichtszenisch). Fünf Jahre später erhielt sie beim Deutschen Kamerapreis 2003 für ihre Arbeit bei Martin Walser – Eine Deutschlandreise einen Preis in der Kategorie „Schnitt kurz“. Bei der Verleihung des Deutschen Kamerapreises 2010 wurde sie für ihre Schnittarbeit bei Die Kunst, die Hysterie und ein wenig Schmäh – Die Stadt Salzburg und ihre Festspiele in der Kategorie „Bericht/Reportage“ nominiert.

## Filmografie (Auswahl)
- 2003: Meeres Leuchten (Dokumentarfilm)
- 2009: Tatort: Altlasten
- 2009: Tatort: Im Sog des Bösen
- 2011: Tatort: Das schwarze Haus
- 2012: Reality XL
- 2012: Tatort: Der Wald steht schwarz und schweiget
- 2013: Tatort: Spiel auf Zeit
- 2014: Ein todsicherer Plan
- 2015: Tatort: Château Mort
- 2015: Tatort: Preis des Lebens
- 2016: Tatort: Du gehörst mir
- 2017: Tatort: Goldbach
- 2018: Tatort: Kopper
- 2018: Tatort: Vom Himmel hoch
- 2019: Tatort: Maleficius
- 2020: Tatort: Unter Wölfen
- 2021: Tatort: Hetzjagd
- 2022: Tatort: Marlon
- 2022: Tatort: Der Mörder in mir
- 2025: Tatort: Mike & Nisha

## Nominierungen und Auszeichnungen (Auswahl)
Nominierungen
- 2010: Deutscher Kamerapreis in der Kategorie „Bericht/Reportage“ für Die Kunst, die Hysterie und ein wenig Schmäh – Die Stadt Salzburg und ihre Festspiele (2009)

Auszeichnungen
- 1998: Deutscher Kamerapreis in der Kategorie „Schnitt lang“ für Schätze der Welt – Erbe der Menschheit: Das Bauhaus (1998)
- 2003: Deutscher Kamerapreis in der Kategorie „Schnitt kurz“ für Martin Walser – Eine Deutschlandreise (2002)